# Evergem

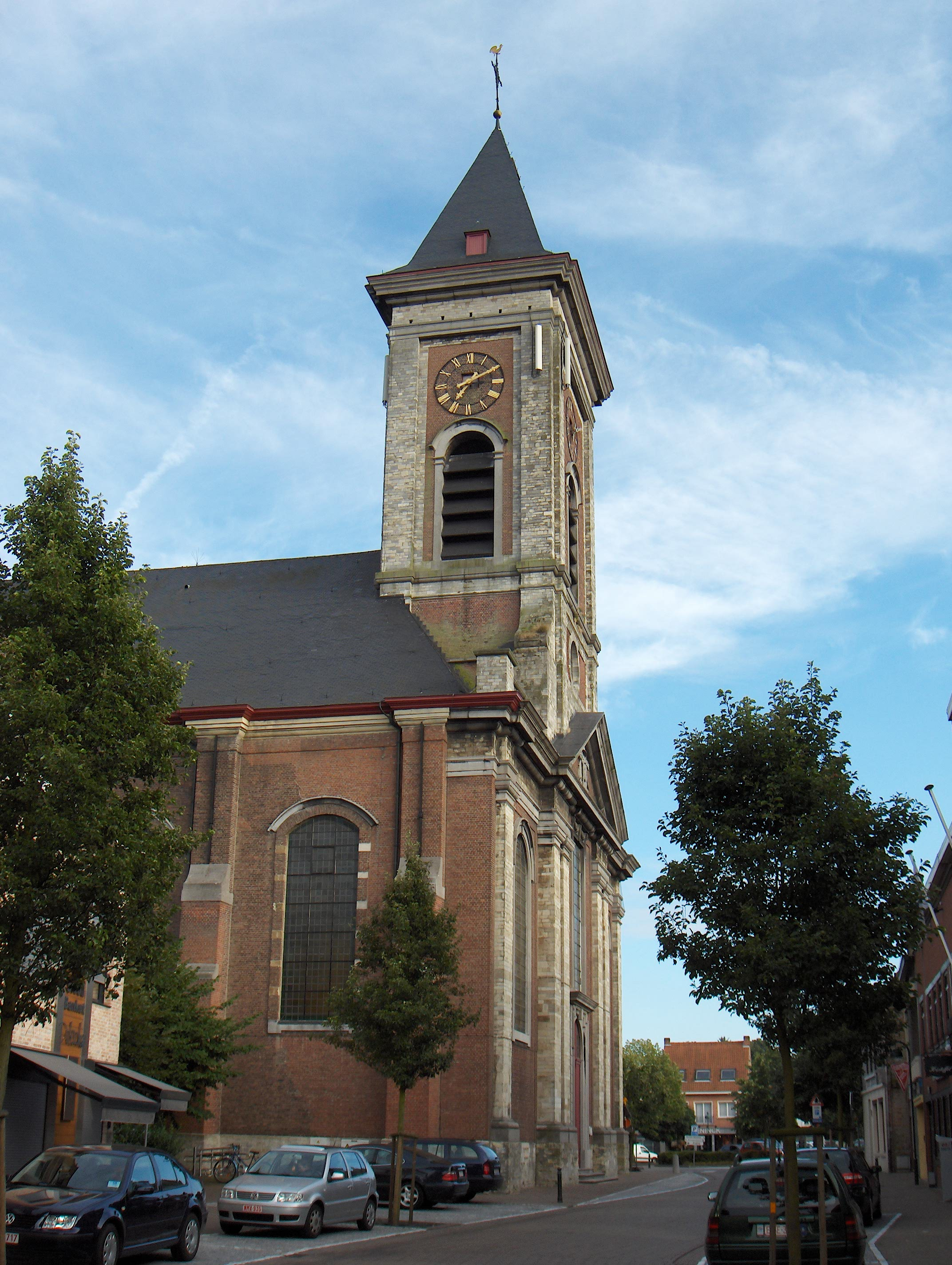
Nhà thờ St Christopher, cuối thế kỷ 18

Evergem là một đô thị ở tỉnh Oost-Vlaanderen. Đô thị này bao gồm các thị xã Belzele, Doornzele, Ertvelde, Evergem, Kerkbrugge-Langerbrugge, Kluizen, Rieme, Sleidinge và Wippelgem. Tại thời điểm ngày 1 tháng 1 năm  2006 Evergem có tổng dân số 32.244 người. Tổng diện tích là 75,04 km² với mật độ dân số là 430 người trên mỗi km².

## Dân địa phương nổi tiếng
- Luc De Vos, ca sĩ nhóm nhạc Gorki
- Wilfried Martens, cựu Thủ tướng Bỉ, chủ tịch Đảng Nhân dân châu Âu
- Eddy Wally, ca sĩ

## Biến động dân số
Opm:Bron:NIS